# Consonne fricative glottale voisée
La consonne fricative glottale voisée est un son consonantique assez fréquent dans de nombreuses langues parlées. Le symbole dans l'alphabet phonétique international est [ɦ]. Ce symbole représente un H/h latin avec la hampe en crochet vers la droite.
Quoique cette consonne ne soit pas spécifiquement une fricative puisqu'elle n'est pas produite par le resserrement de la voie de phonation, on la considère généralement comme faisant partie de ce groupe pour des raisons historiques.

## Caractéristiques
Voici les caractéristiques de la consonne fricative glottale voisée :
- Elle ne possède pas de mode d'articulation, elle est plutôt produite par un état de transition de la glotte. On la considère toutefois comme une fricative pour des raisons historiques.
- Elle ne possède pas de point d'articulation. Le terme glottale réfère à la nature de sa phonation et ne décrit pas une constriction ou une turbulence.
- Sa phonation est voisée, ce qui signifie que les cordes vocales vibrent lors de l’articulation. On dit aussi qu'elle est murmurée, ce qui signifie que les cordes vocales vibrent un peu et qu'il y a plus d'air expiré.
- C'est une consonne orale, ce qui signifie que l'air ne s’échappe que par la bouche.
- Parce qu'elle est prononcée dans la gorge, sans un organe à l'intérieur de la bouche, la dichotomie central/latéral ne s'applique pas.
- Son mécanisme de courant d'air est égressif pulmonaire, ce qui signifie qu'elle est articulée en poussant l'air par les poumons et à travers le chenal vocatoire, plutôt que par la glotte ou la bouche.

## En français
Le français standard ne possède pas le [ɦ], il se retrouve en revanche dans le poitevin-saintongeais avec la graphie standardisée "jh", comme dans le mot manjher [maãɦe] "manger".

## Autres langues
En tchèque, cette consonne fonctionne comme corrélat voisé du [x] vélaire.
En coréen, ce son intervient comme allophone de /h/ via le caractère ㅎ lorsque ce dernier est situé entre des sons voisés comme dans le mot 여행 [jʌ̹ɦɛŋ] "voyage".
En ukrainien, cette consonne est représentée par la lettre Г.